# Semaglutida
La semaglutida és un medicament antidiabètic utilitzat per al tractament de la diabetis tipus 2 i un medicament contra l'obesitat a llarg termini. És un pèptid semblant a l'hormona pèptid similar al glucagó tipus 1 (GLP-1), modificada amb una cadena lateral.
Es pot administrar per injecció subcutània o prendre oral.
A Espanya està comercialitzada amb els noms d'Ozempic, Rybelsus i Wegowy.

## Formulacions i indicacions
La presentació injectable va ser aprovada per a ús mèdic als Estats Units el desembre de 2017, i a la Unió Europea, el Canadà i el Japó en 2018. La presentació en comprimits per a ús oral va ser aprovat als Estats Units el setembre de 2019, i a la Unió Europea l'abril de 2020. És el primer agonista GLP-1 aprovat als Estats Units que no necessita injecció.
El juny de 2021, l'Administració de Drogues i Aliments dels EUA (FDA) va aprovar el tractament amb semaglutida injectable per al control de pes a llarg termini en adults amb obesitat.

## Mecanisme d'acció
La semaglutida és un agonista del pèptid similar al glucagó tipus 1 (GLP-1). Augmenta la secreció d'insulina, la qual cosa incrementa el metabolisme de la glucosa.

## Efectes secundaris
- Efectes gastrointestinals. Pot provocar nàusees, vòmits, diarrea,[12] i estrenyiment.[14]
- Fatiga i malestar
- Pancreatitis aguda.[12]
- Hipoglucèmia.[12]

En els casos més greus es poden produir:
- Reaccions al·lèrgiques
- Pedres a la vesícula biliar
- Problemes renals

## Actualitat
El 2022 la demanda de l'Ozempic, un medicament injectable que té com a principal principi actiu la semaglutida i està pensat per al tractament de la diabetis tipus 2, ha augmentat dràsticament. Els demandants majoritaris del medicament ja no són diabètics de tipus 2 sinó gent que busca aprimar-se. Aquest fenomen es deu al fet que, en combinació amb dieta i esport, permet un bon control dels nivells de glucosa en sang i limita la gana. El fet que Novo Nordisk hagi tingut problemes amb la cadena de subministrament ha potenciat encara més l'ús del fàrmac.
Moltes celebritats i influencers que no pateixen diabetis ni obesitat les han començat a promocionar com a fórmula miraculosa per a perdre pes ràpidament. Entre ells es troba Elon Musk, actual CEO de Twitter, que hauria perdut 13 quilos amb l'Ozempic. També s'ha popularitzat desorbitadament a TikTok

## Relacionat
- Exenatida.
- Liraglutida.